# Barbro Santillo Frizell
Barbro Santillo Frizell, född 18 mars 1948, är en svensk antikforskare, arkeolog och författare, professor emeritus vid Institutionen för arkeologi och antik historia vid Uppsala universitet. 
Hon disputerade vid Göteborgs universitet 1980 på en avhandling om den mykenska perioden i Asine, Grekland, där hon under flera år på 1970-talet deltog i arkeologiska utgrävningar. Under 1976-77 var hon biträdande föreståndare på Svenska institutet i Athen och under perioden 1982-83 vikarierade hon som föreståndare vid samma institut. Under 1988-1992 tjänstgjorde hon som forskarassistent vid Svenska institutet i Rom. Tillbaka i Sverige undervisade hon som högskolelektor först på Lunds universitet och därefter som fast anställd vid Uppsala universitet från 1996, där hon var prefekt för den nybildade institutionen för arkeologi och antik historia från starten år 1997. Santillo Frizell  utnämndes år 2001 till professor i ämnet antikens kultur och samhällsliv i Uppsala och samma år till direktör vid Svenska Institutet i Rom, en tjänst som hon innehade till 2013. Sedan 2018 är hon aktiv medlem och vice ordförande i International Association of Transhumance Trails & Rural Roads som år 2023 erhöll Europarådets certifiering som Cultural Route, 
Santillo Frizell har deltagit i fältarkeologiska projekt i Hala Sultan Tekke på Cypern och i Asine, Grekland och publicerat rapporter och större vetenskapliga arbeten från dessa utgrävningar med materialstudier från den egeiska bronsåldern, den mykenska perioden. I samarbete med sin make arkitekt Raffaele Santillo (död 6 maj 2006) bedrev hon forskning kring den mykenska kuoplgravens konstruktion, vilket resulterade i en omfattande studie av likartade byggnader runtom i medelhavsvärlden och som publicerades i flertal vetenskapliga skrifter samt i den populärvetenskapliga boken Byggande vid medelhavet. Symbol och nytta. Hennes fältarkeologiska projekt i Kampanien, Italien, ledde henne in på forskning av transhumans, ett ämne som på 1980-talet var tämligen outforskat inom antikvetenskaperna. Det blev upptakten till ett nytt fält inom svensk antikforskning med syfte att undersöka  det pastorala kulturlandskapets framväxt och dess betydelse för Italiens materiella och immateriella utveckling i ett diakroniskt perspektiv med tonvikt på betesdjurens roll. Den internationella konferensen PECUS. Man and animal in Antiquity (september 2002), som Rominstitutet organiserade, var en gränsöverskridande mötesplats för arkeologer, filologer, osteologer, veterinärer, fårfarmare, poeter och musiker och början på den öppna inriktning som kom att prägla de följande åren på institutet.  Konferensbidragen publicerades i institutets nystartade debattforum on-line Projects and Seminars en form som passade den tvärvetenskapliga karaktären på konferensen, vars resultat snabbt blev tillgängligt för alla intresserade forskare även de utan tillgång till specialiserade bibliotek. Pastorala landskap. Myt och verklighet  som bygger på Santillo Frizells forskning om transhumans och djurens betydelse i det antika samhället är översatt till italienska och tyska. I det tvärvetenskapliga projektet Via Tiburtina. Rum, rörelse och artefakter i det urbana landskapet undersökte hon tillsammans med tolv forskare från olika discipliner och kollegor från Roms universitet hur städer kan integrera historiska lager i stadsutvecklingen. Hennes forskning kring transhumans och andra ämnen fram till år 2013 finns listade i den skrift som gavs ut i samband med hennes avtackning och avsked från tjänsten som direktör vid Svenska Institutet i Rom. Hon har under sin tid på rominstitutet även ägnat sig åt forskning och förmedling av den etruskiska kulturen och publicerat bl.a. boken Myternas etrusker, som behandlar dagsaktuella ämnen som historiebruk och reception. En reviderad utgåva som publicerades på italienska presenterades på en rad institutioner och museer i Italien.
Santillo Frizell har kontinuerligt förmedlat sin forskning till samhället utanför akademin. För denna insats erhöll hon 2020 det Lagergrenska priset av Rominstitutets Vänner med motiveringen: "I såväl föredrag som publikationer har hon visat en förmåga att klart och överskådligt tillgängliggöra komplexa skeenden och kulturyttringar i det förflutna för en bredare publik."